# فالمير ريبيرو سيكوييرا
فالمير ريبيرو سيكوييرا هو لاعب كرة قدم برازيلي في مركز الدفاع، ولد في 11 أكتوبر 1986 في Cataguases ‏ في البرازيل. لعب مع دينيزلي سبور وسانتو أندريه ونادي إيتوانو ونادي بالميراس ونادي بينابولينيزي ونادي سي آر بي ونادي فاسكو دا غاما ونادي فيتوريا ونادي كروزيرو.